# Kildzsu
Kildzsu (hangul: 길주군, Kildzsu-kun, handzsa: 吉州郡, RR: Kilju-kun, ’ígéretes település’) megye Észak-Koreában, Észak-Hamgjong (Hamgyŏng) tartományban.
A megye eredetileg Kogurjo (Koguryŏ) része volt, majd egy ideig kínai megszállás alá került. 1398-ban a területén hozták létre Kildzsu-mok (Kilju-mok)ot, amely 1469-ben a Kilszong-hjon (길성현; 吉城縣, Kilsŏng-hyŏn) nevet kapta. Kilszong-hjon (Kilsŏng-hyŏn) északi területeit leválasztva létrehozták Mjongcshon-hjon (Myŏngch'ŏn-hyŏn)t (명천현; 明川縣). 1605-ben a megye területén létrehozták Pango-sza (Pangŏ-sa)t (방어사; 防禦使), amelyet később Pango-sza (Pangŏ-sa)t (방어사; 防禦使) néven Szongdzsin (Sŏngjin)hoz (ma: Kim Cshek (Kim Ch'aek)-város) csatoltak. Az 1895-ös közigazgatási reformok során Kildzsu (Kilju)t megyei rangra emelték, majd Kjongszong-pu (Kyŏngsŏng-pu) közigazgatása alá helyezték. 1896-ban, a tartományi közigazgatási rendszer visszaállítása után ismét Észak-Hamgjong (Hamgyŏng) tartomány része lett. 1898-ban további területei kerültek át Szongdzsin (Sŏngjin)hoz, amelyet szintén megyei rangra emeltek. 1939-ben két falu, Kilszong-mjon (Kilsŏng-myŏn) (길성면; 吉城面) és Jongbuk-mjon (Yŏngbuk-myŏn) (영북면; 營北面) egyesítéséből létrehozták a megye székhelyét, Kildzsu-up (Kilju-ŭp)ot. 1943-ban Kildzsu (Kilju)t átnevezték Kilszong (Kilsŏng)ra, 1946-ban visszakapta régi nevét. Az 1952-es közigazgatási átszervezés meghagyta Kildzsu (Kilju) megyei rangját.

## Földrajza
Északról Orang (Ŏrang) megye, keletről Mjonggan (Myŏnggan) és Mjongcshon (Myŏngch'ŏn) megyék, délkeletről Hvade (Hwadae) megye, délről Kim Cshek (Kim Ch'aek)-város, nyugatról Dél-Hamgjong (Hamgyŏng) tartomány Tancshon (Tanch'ŏn) városa, északnyugatról pedig Rjanggang (Ryanggang) tartomány Pegam (Paegam) megyéje határolja.
Legmagasabb pontja az 2205 méter magas Manthapszan (만탑산; 萬塔山, Mant'apsan).

## Közigazgatása
1 községből (up (ŭp)), 22 faluból (ri (ri)) és 5 munkásnegyedből (rodongdzsagu (rodongjagu)) áll:
| - Kildzsu-up (길주읍; 吉州邑, Kilju-ŭp) - Kumszong-ri (금송리; 金松里, Kŭmsong-ri) - Kumcshon-ri (금천리; 錦川里, Kŭmch'ŏn-ri) - Namjang-ri (남양리; 南陽里, Namyang-ri) - Toksin-ri (덕신리; 德新里, Tŏksin-ri) - Rjongszong-ri (룡성리; 龍城里, Ryongsŏng-ri) - Rjucshon-ri (류천리; 柳川里, Ryuch'ŏn-ri) - Rimdong-ri (림동리; 林洞里, Rimdong-ri) - Mokszong-ri (목성리; 木城里, Moksŏng-ri) - Munam-ri (문암리; 門岩里, Munam-ri) - Pegvon-ri (백원리; 白元里, Paegwŏn-ri) - Pongam-ri (봉암리; 鳳岩里, Pongam-ri) - Sindong-ri (신동리; 新洞里, Sindong-ri) - Sibil-ri (십일리; 十一里, Sibil-ri) | - Sszangnjong-ri (쌍룡리; 雙龍里, Ssangryong-ri) - Oncshon-ri (온천리; 溫泉里, Onch'ŏn-ri) - Cshongam-ri (청암리; 靑岩里, Ch'ŏngam-ri) - Cshunhung-ri (춘흥리; 春興里, Ch'unhŭng-ri) - Thabjang-ri (탑양리; 塔陽里, T'abyang-ri) - Phjongnjuk-ri (평륙리; 坪六里, P'yŏngryuk-ri) - Phunggje-ri (풍계리; 豊溪里, P'unggye-ri) - Happho-ri (합포리; 合浦里, Happ'o-ri) - Hongszu-ri (홍수리; 紅繡里, Hongsu-ri) - Rjongdam-rodongdzsagu (룡담로동자구; 龍潭勞動者區, Ryongdam-rodongjagu) - Jongnam-rodongdzsagu (영남로동자구; 營南勞動者區, Yŏngnam-rodongjagu) - Jongbuk-rodongdzsagu (영북로동자구; 營北勞動者區, Yŏngbuk-rodongjagu) - Ilsin-rodongdzsagu (일신로동자구; 日新勞動者區, Ilsin-rodongjagu) - Csunam-rodongdzsagu (주남로동자구; 洲南勞動者區, Chunam-rodongjagu) |

## Gazdaság
Kildzsu (Kilju) megye gazdasága papírgyártásra épül. Fontosabb üzemei: egy cellulózrost gyár és egy rétegelt-lemez gyár.

## Oktatás
Kildzsu (Kilju) megye egy erdészeti egyetemnek, négy főiskolának és kb. 30 általános, illetve 32 középiskolának ad otthont.

## Egészségügy
A megye kb. 20 egészségügyi intézménnyel rendelkezik, köztük két megyei szintű kórházzal, tíz szakklinikával és 8 kisebb kórházzal.

## Közlekedés
A megye közutakon a szomszédos megyék felől közelíthető meg. A megye vasúti kapcsolattal rendelkezik, a Phjongna (P'yŏngra)
 vasútvonal része.